# Tsajkadzor
Tsajkadzor (Tsaxkadzor, Tsaghkadzor es una localidad del rayón de Shusha en Azerbaiyán.